# Sandbagger (Bootstyp)

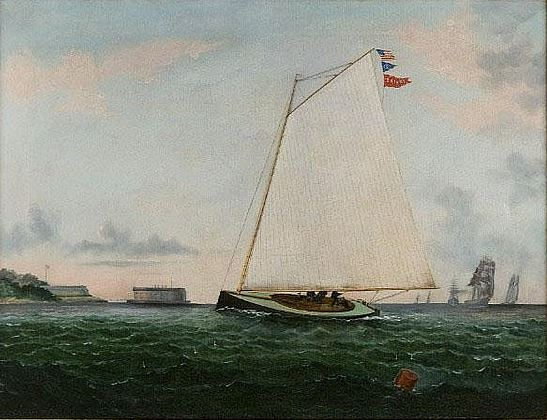
Der Sandbagger Orient vor Owl's Head, Brooklyn (1885). Gut erkennbar ist die Anordnung des Cockpits. Gemälde von William Gay Yorke

Sandbagger „Bull“ in Chesapeake Bay

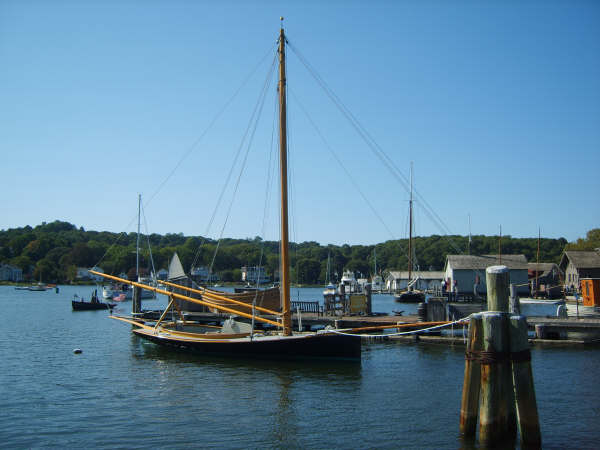
Sandbagger „Annie“ in Mystic Seaport

Sandbagger [ˈsænd bægger] ist eine angloamerikanische Bezeichnung für einen Segelbootstyp, der Mitte des 19. Jahrhunderts an der US-amerikanischen Ostküste aus kleinen Arbeitsbooten entstand. Die Bezeichnung stammt von den Sandsäcken (sandbags), die als beweglicher Ballast benutzt wurden. Genutzt wurden die Sandbagger auch bei Rennen, schon bevor sie nur zu diesem Zweck gebaut wurden.

## Entwicklung
Im 19. Jahrhundert wurden in der New York Bay Austern mit halboffenen Segelbooten gefischt. Die New York Sloop hatte ein einfach zu handhabendes Gaffelrigg mit einem Mast, einen geringen Rumpftiefgang und ein Schwert, um in den flachen Gewässern der Muschelbänke fischen zu können. Den fehlenden Ballast glichen einerseits die Formstabilität, andererseits die Crew und, falls vorhanden, die Ladung aus. Für größere Yachten war eine vergleichbare Bauart unpraktisch, sofern die Boote nicht stark bemannt waren. Bei kleineren Booten, wie den Sandbaggern, konnte die Masse, die ein einzelner Mann oder wenige Männer bewegen konnten, einen deutlichen Unterschied im Trimm ausmachen. Die Vorläufer der späteren Rennboote wurden neben der Arbeit auch als Ausflugsboote und für Wettrennen oder Regatten genutzt. Letzteres führte zu immer mehr auf Schnelligkeit ausgelegten Konstruktionen. Die Blütezeit der historischen Sandbagger lag zwischen 1860 und 1890.
Sandbagger waren im späten 19. Jahrhundert in den Vereinigten Staaten von Amerika verbreitete Rennboote. Ein Exemplar mit durchgehender Geschichte, die 1880 gebaute Annie, ist im Besitz des Mystic Seaport Museums. Einzelne Sandbagger wurden auch noch nach der Blütezeit des Typs gebaut. Dem Sandbagger vergleichbare Boote gab es in so unterschiedlichen Revieren wie an beinahe der gesamten Atlantikküste, der San Francisca Bay und dem Golf von Mexiko. Als Freizeitboote verbreiteten sie sich von Küste zu Küste.

## Merkmale

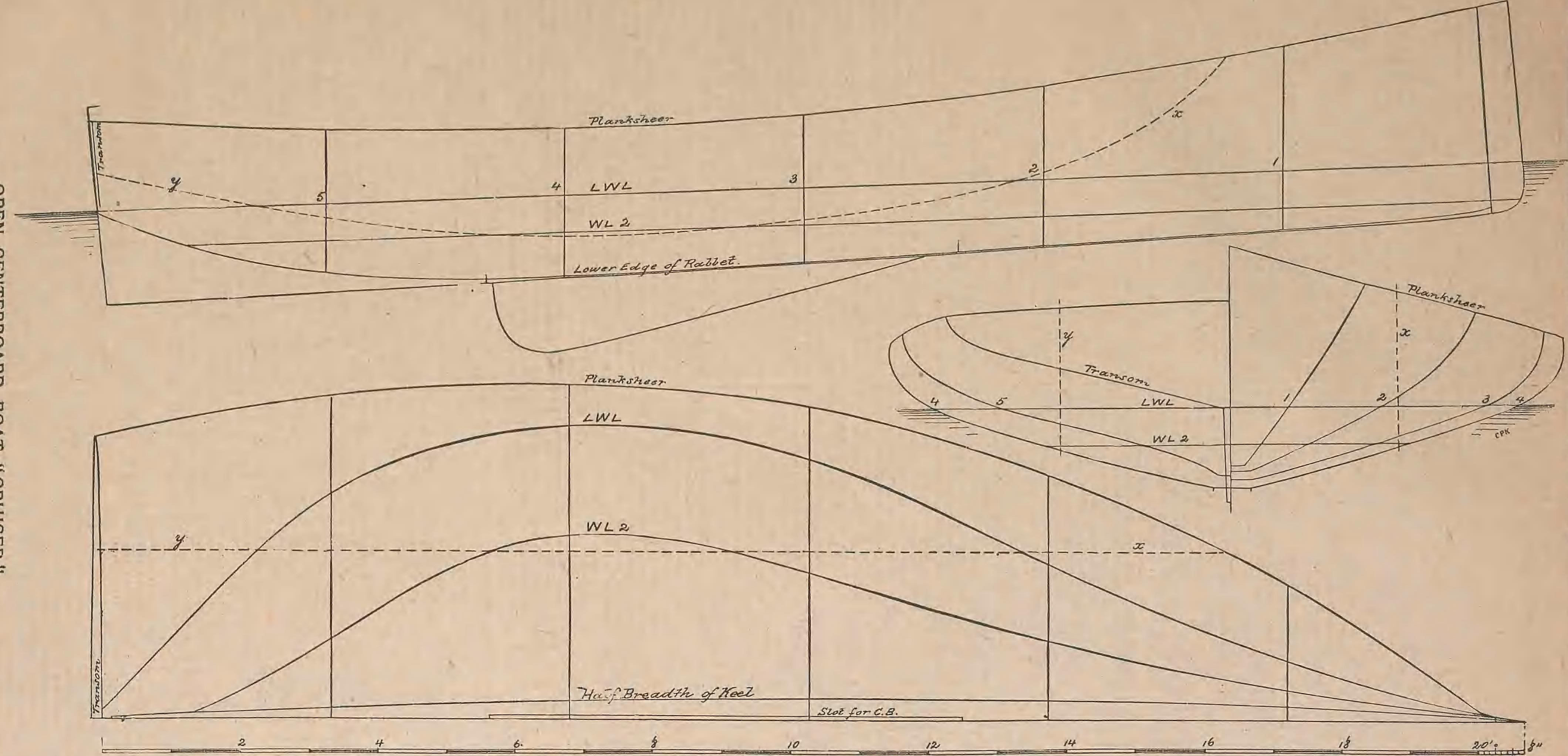
Risszeichnung eines Sandbaggers von 1884

Die Boote hatten eine Länge von 18 bis 28 Fuß, das entspricht etwa einem Bereich von 5,5 bis 8,5 Metern. Sie waren im Vergleich zur Länge breit, halb gedeckt, mit einem offenen Cockpit, einem flachen Rumpf und Unterwasserschiff, angehängtem Ruder und ausladendem Spant, der ihnen einerseits Formstabilität gab, andererseits erlaubte, das Gewicht von Ballast und Mannschaft weit nach außen zu verlagern.

Beispiel mit Cat-Takelung, wie beim Sandbagger „Orient“
Beispiel mit Slup-Takelung, wie beim Sandbagger „Annie“

Vor- und Achtersteven waren meist senkrecht und ohne Überhang. Die Takelung war entweder die einer Slup– oder eine Cat-Takelung. Zwei Mastschuhe erlaubten es, das Rigg zu wechseln. Ein Sandbagger wie die Susie S. von 27 Fuß Länge (8,23 Meter) hatte einen Spantenabstand von einem Fuß, etwa 30 cm, Planken von etwa einem 3/4 Zoll (1,9 cm) Stärke.
Bug- und Hecksteven maßen etwa drei Zoll (7,5 cm), der Mast am Fuß zehn, im Topp fünf Zoll (25 und 12,5 cm). 25 bis 28 Säcke von jeweils 45 Pfund (etwa 20 Kilo) bildeten den Ballast. Bei Rennen hatten die größeren Sandbagger bis zu 17 Mann Besatzung. Die meisten davon kümmerten sich um den Ballast. Bugspriet und Großbaum konnten die Gesamtlänge des Bootes mehr als verdoppeln. Die Annie misst einschließlich dieser Spieren bei einer Rumpflänge von 8,8 Metern etwa 24 Meter Länge über alles.

## Bekannte Exemplare
Einige Exemplare von einer unbekannten Zahl von jemals gebauten Sandbaggertypen haben besondere Bekanntheit in Literatur, Museen, im Regattasport oder in der Marinegeschichte erlangt. Nachfolgend eine Übersicht von Sandbaggern mit besonderem Bekanntheitsgrad:
- Annie[8]
- Bear
- Bella[3]
- Bobby (1898), (ex-Shadow (1898))[9]
- Bull
- Jeanette[3]
- Maud[3]
- Meteor[3]
- Orient[10]
- Tiger[3]

## Verwandte Bauarten
Ähnlich dem Sandbagger war das Catboot, ein vergleichsweise noch breiteres Boot, ebenfalls mit hoher Formstabilität und Schwert, aber einfacherem Rigg und weniger Segelfläche im Verhältnis zur Größe, das sich von der Narragansett Bay aus um Cape Cod herum ausbreitete.
Eine weitere, weniger bekannte Bauart, sind die französischen Houari der Region von Marseille. Diese von Sandbaggern beeinflusste Bauart wurde um 1860 in Marseille bekannt. Am Fischmarkt von Marseille war es üblich, dass die ersten Anlandungen von frischen Fischen die besten Marktpreise erzielten, was immer schnellere Fischereiboote entstehen ließ. Französische Kapitäne begannen um 1860 Boote zu bauen, deren Bauart von den amerikanischen Sandbaggern abgeleitet war. Diese Boote wurden in der Folge als Houari bekannt und dann hauptsächlich für den Segelrennsport gebaut. In den 2010er-Jahren fand ein Boot dieser Art erneut Interesse im Segelsport. Der französische Bootsbauhistoriker Daniel Charles ließ eine Replika des Boots Alcyon von 1871 nach alten Plänen bauen. Es wurde 2013 fertiggestellt und von dem französischen Bootsbauexperten Patrick Moreau im klassischen Stil geriggt. Das Boot gilt als einziges existierendes Exemplar der klassischen Bauart Houari.